# The Wicker Man (film fra 1973)
 Denne artikel omhandler Filmen The Wicker Man fra 1973. Opslagsordet har også en anden betydning, se The Wicker Man.
The Wicker Man er en britisk gyserfilm instrueret af Robin Hardy fra 1973. Manuskriptet er skrevet af Anthony Shaffer, inspireret af romanen Ritual af David Pinner fra 1967.

## Handling
Politimanden Howie (Edward Woodward) får et anonymt brev som handler om at en ung pige ved navnet, Rowan Morrison (Gerry Cowper), er forsvundet på de afsides Hebriderøer Summerisle (et fiktiv sted, sandsynligvis inspireret af de virkelige Summer Isles i øgruppen Indre Hebridene). Han flyver til øen og opdager igennem hans undersøgelser at hele befolkningen deltager i en keltisk nyhedenskab kult, som dyrker solen og markernes guder og frugtbarhed ritualer.
Howie, som lever som cølibat kristen, er i stigende grad bekymret over øboerne adfærd. I den uklippede version han ser par, der har samleje på kirkegården, og en nøgen kvinde grædende på en grav. Han truer vredt skolelærerinden med at han vil kontakte myndighederne, da han opdager, at hun lærer de unge piger om falliske betydninger af majstangen.
Howie føler sig snart stærkt tiltrukket af Willow (Britt Ekland), udlejers sensuelle datter. I den uklippede version kalder øens ejer, Lord Summerisle (Christopher Lee), Willow for Afrodite og præsenterer en ung mand for hende. Howie, der bor i værelset ved siden af, hører uundgåeligt deres lidenskabelige elskov. Den følgende nat forsøger Willow at forføre ham ved at danse nøgen og banke på væggen i sit værelse. Men Howie modstå fristelsen, fordi han ikke tror på sex før ægteskab.
Efter samtaler med mange af øboerne - hvoraf ingen hævder at vide eller har hørt om Rowan Morrison - tager Howie kontakt med Lord Summerisle, øens ejer, som også er øens leder. Howie håber at Summerisle kan hjælpe ham med hans eftersøgning.

## Medvirkende
- Edward Woodward som Howie
- Christopher Lee som Lord Summerisle
- Diane Cilento som Frøken Rose
- Britt Ekland som Willow
- Lindsay Kemp som Alder MacGregor
- Russell Waters som Harbour Master
- Irene Sunters som May Morrison
- Ingrid Pitt som Bibliotekar
- Aubrey Morris som Gammel gartner
- Walter Carr som Skoleinspektør